# Moynet M.360 Jupiter
Pour les articles homonymes, voir Moynet.
Le Moynet M.360 Jupiter est un avion français léger bimoteur de type push-pull.

## Histoire
Le prototype M.360-4 conçu par André Moynet et construit par la société des engins Matra fit son premier vol le 17 décembre 1963. Équipé de deux moteurs Lycoming IO-360-A1A de 200 ch, il pouvait transporter 5 personnes sur plus de 1 000 km.
Le second prototype, M.360-6 ou Moynet 700, construit également par Matra, fit son premier vol le 23 mai 1965. Cette version à 6/7 sièges, équipée de moteurs plus puissants de 290 ch chacun et légèrement rallongée, avait un rayon d'action amélioré à 1 600 km. Ce prototype était destiné aux essais statiques.
Le prototype 3 est donné par André Moynet à Espace Air Passion en 1993. Sa restauration est entamée en 2009. Complété par un modèle pressurisé (le M.360-P), le M.360-6 est construit par Sud-Aviation. Le 19 janvier 2017, il effectue le deuxième roll out de son histoire.
Le 7 juin 2018 il effectue un dernier roulage sur l'aéroport d'Angers-Marcé avant d'autres essais certificatifs qui lui permettront d'être présenté en avant-première des journées du patrimoine, le 14 septembre 2018. Cette restauration a été menée par une équipe de mécaniciens qualifiés et bénévoles, grâce au soutien de la Fondation du Patrimoine, l’association AIRitage (Patrimoine Aérospatiale, Matra, Airbus), du mécénat d’entreprises et de donateurs privés. 

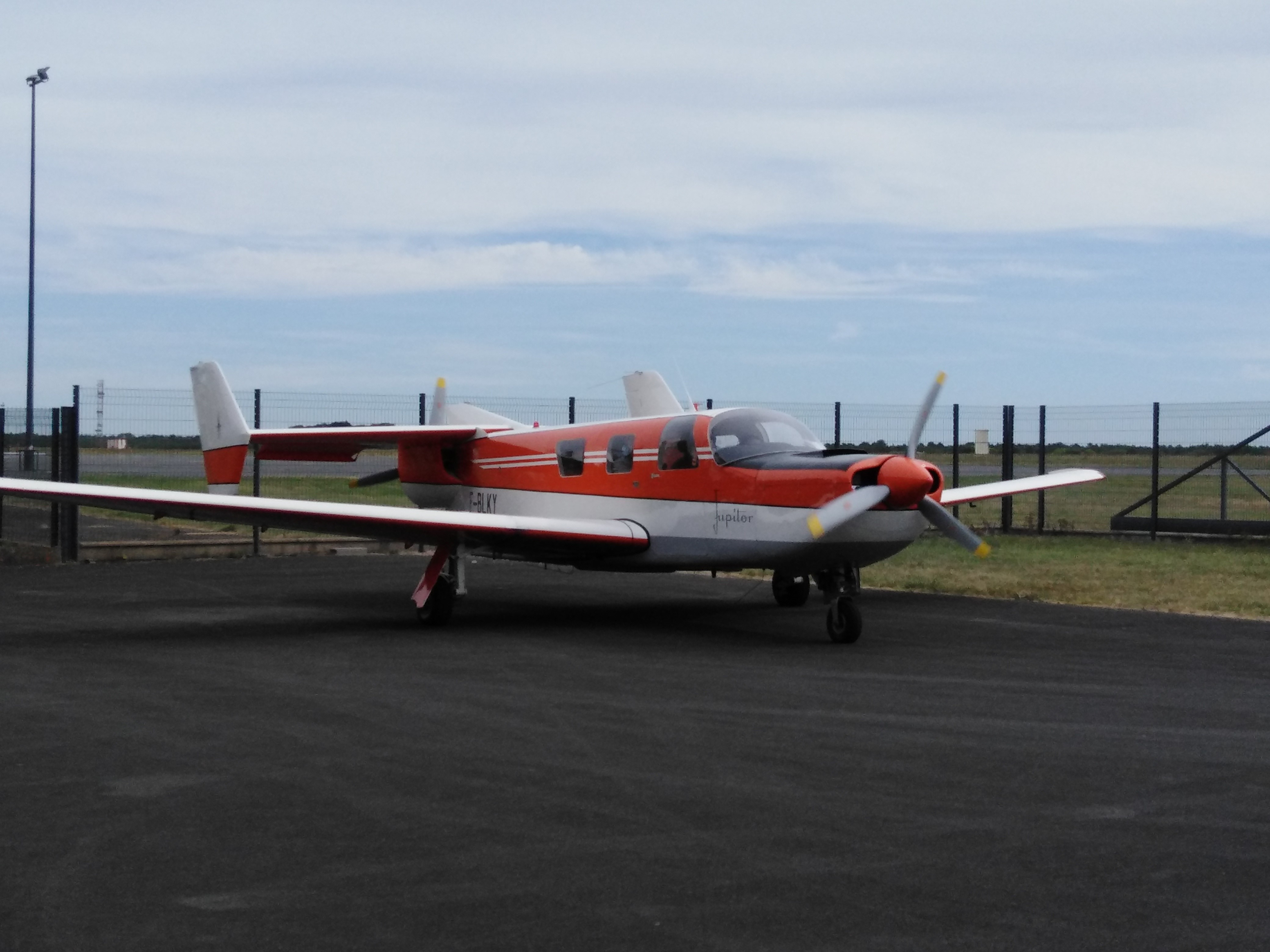
Le Moynet Jupiter au Journées du patrimoine en 2018